# Agiatis
Agiatis (en griego antiguo: Ἀγιᾶτις; fallecida en el 224 a. C.) fue un reina consorte de Esparta en dos ocasiones. Primero lo fue por su matrimonio con Agis IV, hijo de Eudamidas II, perteneciente a la dinastía Euripóntidas. Cuando Agis fue encarcelado y ejecutado, en el año 242 a. C., por orden de su rival político Leónidas II, éste la desposó en segundas nupcias con su hijo y heredero Cleómenes III, que reinó entre los años 235 a. C. y 222 a. C.

## Biografía
Era hija de un rico comerciante espartano llamado Gilippo, quien arregló el matrimonio de su hija con Agis IV, que sería rey de Esparta y promotor de una importante reforma institucional que preveía la cancelación de las deudas y la redistribución de la tierra. Fruto de este matrimonio fue Eudamidas III, sucesor de su padre en el trono.
Las reformas previstas por Agis IV no tuvieron el apoyo de los éforos, quienes decidieron restaurar en el trono a Leónidas II, enemigo político de Agis. Se produjo un golpe de Estado que colocó a Leónidas en el trono mientras Agis combatía unas revueltas en Macedonia. Atrapado a su regreso, fue encarcelado, juzgado y posteriormente ejecutado.
Eudamidas III sucedió a su padre en el trono. No obstante, el poder real estuvo concentrado en manos de Leónidas II y luego de su hijo Cleómenes III, con quien Leónidas obligó a Agiatis a casarse. Eudamidas solo fue rey desde un punto de vista formal y no existió regente de su dinastía mientras fue menor. Cleómenes III le envenenó siendo aún un niño. Tras expulsar (y posteriormente asesinar) a Arquidamo V, el último agíada, transfirió el poder a su hermano Epiclidas con la complicidad de los éforos.
En su obra Vidas paralelas, el escritor Plutarco dedica un tomo a la comparativa con los griegos Agis IV y Cleómenes III, en el que destaca la labor de Agiatis a la hora de convencer a su segundo marido de la necesidad de las reformas que había establecido su difunto primer esposo. Tras la muerte de Leónidas II y subir al trono, Cleómenes decidió continuar las reformas propuestas, a pesar de que se había opuesto y obstaculizado por todos los medios de su padre. Según el propio Plutarco, Cleómenes estaba muy enamorado de Agiatis, tanto que ni siquiera podía mantenerse alejado de ella durante mucho tiempo.
Agiatis falleció en el año 224 a. C., mientras su marido se encontraba fuera de Esparta disputando la llamada Guerra de Cleómenes, contra sus enemigos de la Liga Aquea y del reino de Macedonia, liderados por Arato de Sición y Antígono III.